# خنزير البحر لبورمايستر
خنزير البحر لبورمايستر (الاسم العلمي: Phocoena spinipinnis) هو نوع من الحيتانيات، يتبع جنس خنزير البحر.